# 小行星11296
小行星11296（11296 Denzen）是一颗绕太阳运转的小行星，为主小行星带小行星。该小行星于1992年5月发现。
該小行星以日本江戶時代畫家亞歐堂田善命名。

## 轨道参数
小行星11296的轨道半长轴为372 117 508 km，2.4874165 UA，离心率为0.086。